# Carira (tiểu vùng)
Carira là một tiểu vùng thuộc bang Sergipe, Brasil. Tiều vùng này có diện tích 1875 km², dân số năm 2007 là 61224 người.